# Island of Stroma
Island of Stroma är en ö i Storbritannien.   Den ligger i kommunen Highland och riksdelen Skottland, i den norra delen av landet, 800 km norr om huvudstaden London. Arean är 4,5 kvadratkilometer.
Terrängen på Island of Stroma är platt. Öns högsta punkt är 51 meter över havet. Den sträcker sig 3,7 kilometer i nord-sydlig riktning, och 2,4 kilometer i öst-västlig riktning.